# نادي الدمام
نادي الدمام، نادي كرة قدم سعودي من الأندية الخاصة في الدمام، تأسس في عام 2020 م, شارك لأول مرة في موسم 2022-2023 في مصاف اندية دوري الدرجة الرابعة السعودي لكرة القدم,.
الرئيس التنفيذي للنادي هو الاستاذ / سلطان السبيعي
ومدير المركز الاعلامي الاستاذ / عبدالله آل سكان الغامدي